# Swissport
Swissport International Ltd è una società svizzera che opera nel settore del trasporto aereo, fornendo servizi di terra e di handling (sicurezza, rifornimento, movimentazione aeromobili e bagagli, manutenzione, pulizia a bordo, sghiacciamento aeromobili, ecc.) di proprietà di un gruppo internazionale di investitori.
È il leader mondiale del settore, anche grazie all'acquisizione di Servisair, il numero tre del mercato, avvenuta nel 2013, per 450 milioni di euro. I suoi diretti concorrenti sono Menzies, Airport Handling, Dnata, Aviapartner e I-SEC.

## Storia
Swissport nasce nel 1956 come Swissair Ground Services, società di assistenza del gruppo Swissair. 
Nel 1996 diventa una controllata di SAirGroup, a seguito della ristrutturazione delle attività intrapresa dalla compagnia di bandiera svizzera. Grazie a questa strategia, diventata Swissport International Ltd, inizia a operare anche fuori dagli aeroporti di Zurigo, Ginevra e Basilea, acquistando il 40% della tedesca Airport Services Muenchen GmbH, iniziando a operare anche a Londra Heathrow ed in Brasile, Kenya, Israele.
Nel 1999 sbarca in 55 aeroporti degli USA, grazie all'acquisizione di DynAir Holdings, espandendosi ancora in altri paesi del mondo, fino ad arrivare a fatturare 1 miliardo di CHF ed avere un utile di 84 milioni.
Nel 2002 il fondo Candover acquista Swissport per 580 milioni di CHF (393 milioni di euro), a causa delle difficoltà che gli attentati dell'11 settembre 2001 hanno causato alla controllante SAirGroup.
Negli anni seguenti Swissport entra nel settore della movimentazione degli aeromobili, dello sghiacciamento e dei servizi di sicurezza aeroportuale, aumentando il fatturato del 25% grazie alla gestione Candover.
Nel 2006, Ferrovial Services (gruppo spagnolo Ferrovial) diventa il nuovo azionista della compagnia, con un investimento di 1 miliardo di CHF (646 milioni di euro).
Quattro anni più tardi, Ferrovial, trovandosi nella necessità di ridurre la propria posizione debitoria di 20,5 miliardi di euro, decide di cedere la compagnia rossocrociata al fondo francese PAI Partners, per un controvalore di 1,22 miliardi di CHF (888 milioni di euro).

## Numeri
Nel 2017 ha realizzato un fatturato di 2,8 miliardi EUR di ricavi, grazie al lavoro di 68 000 dipendenti che hanno servito 265 milioni di passeggeri e gestito 4,7 milioni di tonnellate di merci, operando in 315 aeroporti, per conto di più 850 clienti.